# Johann Georg Neidhardt
Johann Georg Neidhardt (* um 1680 in Bernstadt, Schlesien; † 1. Januar 1739 in Königsberg) war ein Organist, Komponist und Theoretiker der Barockzeit.

## Leben
Johann Georg Neidhardt studierte an den Universitäten in Wittenberg, Jena und Königsberg, und nahm Unterricht bei Johann Nikolaus Bach. 1720 wurde er Hofkapellmeister in Königsberg.

## Werk
Von seinen musikalischen und literarischen Werken ist wenig überliefert. Es sind vor allem seine Schriften zur musikalischen Stimmung, die zu seiner musikgeschichtlichen Bedeutung beigetragen haben.
Neidhardt propagiert dort mit dem Hinweis auf die Notwendigkeit uneingeschränkter Transpositionsmöglichkeiten in alle Tonarten eine sogenannte „gleichschwebende Temperatur“. Zuspruch hierin erhielt er unter anderem von Johann Kuhnau und Johann Mattheson, sowie ganz besonders von Andreas Werckmeister, der in seinen 1707 posthum erschienen Musicalischen Paradoxal-Discoursen den Anspruch erhebt, der erste gewesen zu sein, „der diesen Vorschlag getan“, und der sich nun durch „rechtschaffene Leute“ wie Neidhardt ermutigt fühlt, ebenfalls die gleichschwebende Temperatur zu „statuieren“.
Im Laufe der Jahre schlug Neidhardt verschiedene Temperaturmodelle („für eine große Stadt“, „für eine kleine Stadt“, „für das Dorf“) vor, die dem örtlichen Qualitätsstandard und den musikalischen Fähigkeiten der Musiker entsprechend angepasst werden sollten. Neidhardt forderte, ausgehend vom geringsten Standard in den Dorfkirchen, kompromisslos den Einsatz der gleichstufigen Temperatur in der Hofmusik.

## Rezeption
Der konkrete Nachweis bestimmter wohltemperierter Stimmungen des späten 17. und 18. Jahrhunderts in historischen Orgeln, und zwar zu Lebzeiten ihrer jeweiligen Urheber (wie Andreas Werckmeister oder Neidhardt), ist bis heute trotz vielfacher Annahmen nicht geführt. Dies gilt auch für die Neidhardtschen Vorschläge, deren konkrete Umsetzung zu seinen Lebzeiten im Orgelbau nicht belegt ist. Er selbst hatte wohl in Königsberg noch an mitteltönigen Instrumenten gewirkt, wie von ihm selbst überlieferte Äußerungen vermuten lassen.
In Naumburg (Saale) stimmte Zacharias Hildebrandt die von ihm 1746 vollendete Orgel der Stadtkirche St. Wenzel vermutlich in einer Temperatur „nach dem Neidhardt“, Diese Äußerung lässt offen, ob Hildebrandt genau einem der Neidhardtschen Vorschläge folgte, oder ob er nur allgemein dessen Prinzipien folgte.
Der Orgelbau des späten 20. Jahrhunderts kennt demgegenüber zahlreiche Beispiele, bei denen Restaurierungen historischer Instrumente oder Neubauten zu Temperaturen führten, die auf Neidhardts Vorschlägen bzw. Prinzipien beruhen.
Beispiele:
- Schlosskirche Altenburg, Schlosskirche, Trost-Orgel (1736–1739). Die von Neidhardt 1724 veröffentlichte Stimmung „für eine große Stadt“ wurde bei der Restaurierung (1974–1976) dieser Orgel eingestimmt. Ursprünglich besaß sie laut derzeitigem Forschungsstand eine modifiziert-mitteltönige Temperatur, auch wenn während des Baus Temperaturen nach Neidhardt diskutiert wurden.[5][6]
- Orgel in der Martinikerk in Groningen (NL), Arp-Schnitger-Orgel. Diese Orgel erhielt bei der Restaurierung durch Jürgen Ahrend 1984 eine Temperatur, die Neidhardts System „für eine große Stadt“ ähnlich ist.[7]
- Evang. Pfarrkirche St. Peter und Paul zu Görlitz, „Sonnenorgel“, Neubau 1994–1997 durch die Orgelbaufirma Mathis hinter dem restaurierten Prospekt der Casparini-Orgel (1703).

## Theoretische Schriften
- Beste und leichteste Temperatur des Monochordi. Jena, 1706.
- Compositio harmonice problematice tradita. Königsberg um 1715, unveröffentlicht.
- Sectio canonis harmonici. Königsberg 1724.
- Gäntzlich erschöpfende, mathematische Abtheilungen des Monochordi. Königsberg 1732. (Digitalisat)
- Beschaffenheit der diatonisch-chromatischen Octave, aus der Ordnung der natürlichen Zahlen hergeführet. Königsberg 1734.
- Canon monochordus. Königsberg 1734.
- Systema generis diatonico-chromatici. Königsberg 1734.